# Hypocalyptus sophoroides
Hypocalyptus sophoroides là một loài thực vật có hoa trong họ Đậu. Loài này được (P.J.Bergius) Baill. miêu tả khoa học đầu tiên.